# ヤロスラフ2世 (キエフ大公)
ヤロスラフ2世イジャスラヴィチ（ロシア語表記：Ярослав II Изяславич / Yaroslav II Iziaslavich, ? - 1180年）は、トゥーロフ公（在位：1146年）、ノヴゴロド公（在位：1148年 - 1153年）、ルトスク公（在位：1157年 - 1180年）、キエフ大公（在位：1174年 - 1175年、1180年）。
イジャスラフ2世の次男、ムスチスラフ2世の弟。アンドレイ・ボゴリュブスキーが暗殺されると、ヤロスラフの家族は彼をキエフの君主の座に据えようと画策した。彼は一族の長老スヴャトスラフ3世と競合し、スヴャトスラフが最終的に勝利を収めるまでの2年以上の間、戦いを続けた。

## 妻子
妻はボヘミア公ヴラディスラフ2世と、ゲルトルート(ru)（オーストリア辺境伯レオポルト3世の娘）との間に生まれた娘リクサ。子には以下の人物がいる。
- イングヴァリ - ルーツク公、ヴォルィーニ公、キエフ大公
- フセヴォロド(ru) - ドロゴブージ公
- イジャスラフ(ru) - シュムスク公
- ムスチスラフ - ペレソプニツァ公、ルーツク公